# کوزوبوو (استان اشوی‌داشکسیه)
کوزوبوو (به لهستانی: Kozubów) یک منطقهٔ مسکونی در لهستان است که در گمینا پینگچوف واقع شده‌است.